# 西谷浩一
西谷 浩一（にしたに こういち、1969年9月12日 - ）は、兵庫県宝塚市出身の日本の高校野球指導者、教育者（社会科・ 地理歴史科・公民科教諭）。

## 経歴
小学2年から少年野球をはじめ、小学4年の頃よりポジションは捕手。
報徳学園高等学校（兵庫県）野球部OB。高校3年の夏、下級生の不祥事により同校野球部は県大会出場を辞退。1年浪人し一般入試で関西大学経済学部に入学。硬式野球部では2年秋から控え捕手としてベンチ入り。チームを側面から支え、3年春には19年ぶりのリーグ優勝と、全日本大学野球選手権大会準優勝に貢献。4年時は主にブルペン捕手ながらも主将を任され、100人以上の部員をまとめあげた。
大学卒業後、母校・報徳学園でコーチを一時務め、後に大阪桐蔭高等学校に移る。大阪桐蔭では1993年から部長を務め、1998年11月に監督就任。2001年に一度コーチに退いた後、2002年秋から再び監督として指揮をとる。
2004年春のセンバツで監督就任後初の甲子園出場を決めたが、野球部内での暴力行為の報告が遅れたため自身は出場を自粛した。
2008年夏の選手権では浅村栄斗を中心とした強力打線で自身初、同校としては2度目の全国制覇を成し遂げる。
2012年春のセンバツでは例年通りの強力打線に、藤浪晋太郎、森友哉のバッテリーを擁して同校、自身としても初のセンバツ制覇を果たす。同年夏の選手権は対戦相手に一度もリードを許さない圧倒的な野球を展開し史上7校目の春夏連覇を達成。自身としては春夏合わせて3度目の全国制覇を成し遂げた。さらに秋に行われた岐阜国体でも優勝し、松坂大輔を擁した横浜高校以来となる史上3校目の「三冠」を達成した。
選抜大会連覇と甲子園3大会連覇を狙った2013年春のセンバツでは、大会中に主将でチームの柱である森友哉の故障など主力が万全でない状態の中での戦いを強いられ、3回戦の県立岐阜商業戦に4-5で敗れ、大会連覇と3大会連覇を逃す。甲子園4季連続出場となった夏の選手権では、3回戦の明徳義塾戦に1-5で敗れ大会連覇はならなかった。
選手権後、日本代表監督として第26回18U野球ワールドカップに出場。1次ラウンドを5戦全勝で突破し、2次ラウンドは4勝1敗で決勝戦進出。決勝ではアメリカに2-3で惜敗したものの日本勢としては2004年大会以来となる準優勝を果たした。
2014年夏の大阪大会では、桑田真澄、清原和博のKKコンビを擁したPL学園以来となる大阪大会3連覇を達成。同年夏の選手権でも投打にまとまりのある総合力で、春夏通算4度目の全国制覇を成し遂げた。
2017年春のセンバツで春夏通算5度目の全国制覇を達成。なお、決勝は同じ大阪の履正社高校との対戦で同一都道府県同士の決勝は第44回大会での日大桜丘対日大三以来で、大阪勢同士は初であった。
2018年春のセンバツで安定した投手陣と強力打線で春夏通算6度目の全国制覇を達成。PL学園以来36年ぶり史上3校目の春連覇を達成。この優勝により春夏通算の優勝回数が元PL学園の中村順司監督と並んで歴代最多となった。
2018年夏の選手権で春夏通算7度目の全国制覇を達成。史上初の2度目の春夏連覇を達成する。今回の優勝で甲子園の春夏通算優勝回数が元PL学園の中村順司監督を抜き歴代最多となった。また節目の夏の甲子園、第100回記念大会の優勝監督となる。さらに秋に行われた福井国体でも優勝し、史上初の2度目の「三冠」を達成した。
2021年秋の近畿大会で優勝を果たし、近畿地区代表として出場した神宮大会において決勝進出を果たし、中国地区代表の広陵高校に勝利して初優勝。この優勝で、春の甲子園、夏の甲子園、国体に続いて、史上8校目の4大大会制覇を達成した。
2022年春のセンバツでは大会新記録となる1大会11本のホームランを放つなどの猛打で春夏通算8度目の全国制覇を達成した。
2022年秋の近畿大会で優勝を果たし、近畿地区代表として出場した神宮大会において決勝進出を果たし、前年と同じ顔合わせとなった中国地区代表の広陵高校に勝利して、史上初の神宮大会連覇を達成した。
2024年春のセンバツ1回戦で北海高校に勝利し智辯和歌山高校などを率いた髙嶋仁監督と並ぶ甲子園監督勝利数を歴代最多タイの68勝目とすると、続く2回戦でも神村学園高校に勝利し、甲子園監督勝利数歴代最多の69勝目を達成した。

## 監督として
西岡剛（高校通算42本塁打）、中村剛也（同83本塁打）、中田翔（同87本塁打）、平田良介（同70本塁打）、浅村栄斗（同22本塁打）、森友哉（同41本塁打）、根尾昂（同32本塁打）、藤原恭大（同34本塁打）など、多くの超高校級スラッガーをプロへ輩出している。打者を見出す際は「1球目から振っていける選手かどうか」に最も重点を置いている。また、投手も岩田稔、150キロ左腕の辻内崇伸、春夏連覇を成し遂げた藤浪晋太郎、澤田圭佑、柿木蓮、横川凱らがプロ入りした。春夏それぞれ4度の優勝と春夏通算8度の優勝はともに歴代最多。甲子園連覇の3度達成は監督として史上初の記録である。2019年に第6回ジャパンコーチアワード最優秀コーチ賞を受賞している。

## 甲子園での成績
- 春：出場13回・33勝8敗・勝率.805・優勝4回（2012年、2017年、2018年、2022年）[注 2]
- 夏：出場11回・37勝7敗・勝率.841・優勝4回（2008年、2012年、2014年、2018年）[注 3]
- 通算：出場24回[注 4]・70勝[注 5]15敗・勝率.824・優勝8回[注 6]

## 主な教え子
- 川井貴志
- 森本学
- 北川利之
- 谷口悦司
- 福井強
- 水田圭介
- 桟原将司
- 中村剛也
- 岩田稔
- 西岡剛
- 三島輝史
- 高島毅
- 辻内崇伸
- 平田良介
- 丸毛謙一
- 中田翔
- 岡田雅利
- 浅村栄斗
- 江村直也
- 西田直斗
- 山足達也
- 藤浪晋太郎
- 澤田圭佑
- 森友哉
- 中村和希
- 香月一也
- 正随優弥
- 青柳昴樹
- 福田光輝
- 高山優希
- 徳山壮磨
- 泉口友汰
- 根尾昂
- 藤原恭大
- 横川凱
- 柿木蓮
- 中田惟斗
- 仲三河優太
- 池田陵真
- 松浦慶斗
- 松尾汐恩
- 前田悠伍
- 廣畑実
- 水本弦

## エピソード
- おやつカンパニーが製造するベビースターラーメンが好物で、教え子である藤浪晋太郎が年明けに母校・大阪桐蔭高で自主トレをする際に差し入れとして持ち込むのが恒例行事となっている[25]。2015年は96袋、2016年は600袋差し入れたが、600袋は2月中には無くなる消費ペースだった[26]。なお2019年2月には話題提供の貢献が認められ、メーカーのおやつカンパニーから藤浪に感謝状と御礼品が送られている[27]。